# Zemsta spoza grobu
Zemsta spoza grobu – polski, niemy, czarno-biały, krótkometrażowy dramat z 1913 roku. Wiadomo tylko, że zdjęcia nakręcono w Wilanowie.

## Obsada
- Helena Marcello-Palińska
- Helena Sulimowa
- Teodor Roland
- Jan Janusz
- Antoni Różański
- Wojciech Brydziński